# Slagmark (tidsskrift)
 For alternative betydninger, se Slagmark (flertydig). (Se også artikler, som begynder med Slagmark)
Slagmark, tidsskrift for Idéhistorie er et dansk tidsskrift, der udkommer med to numre om året. Tidsskriftet er opstået omkring det faglige miljø på Idéhistorie ved Aarhus Universitet og er udkommet siden 1983. Det faglige område, tidsskriftet dækker, omfatter den filosofiske tænknings historie, de æstetiske ideers historie, de politiske, økonomiske og sociale ideers historie samt naturvidenskabernes idéhistorie. Tidsskriftets målgruppe omfatter bl.a. idéhistorikere, filosoffer, sociologer, politologer, litterater og andre med interesse for den vestlige idéhistorie.